# Norvionsaari
Norvionsaari är en ö i Finland. Den ligger i sjön Kemi träsk och i kommunen Kemijärvi i den ekonomiska regionen  Östra Lapplands ekonomiska region  och landskapet Lappland, i den norra delen av landet, 700 km norr om huvudstaden Helsingfors. Öns area är 39,1 hektar och dess största längd är 2,2 kilometer i sydöst-nordvästlig riktning.